# Ludwig Ernstsson
Ludwig Ernstsson, född 29 april 1972 är en svensk före detta anfallare i fotboll. Han är numera tränare.
Han växte upp i både Räppe och Ör eftersom hans föräldrar hade separerat. Redan när han gick på högstadiet hade han därför en egen lägenhet inne i stan för att lättare kunna vara med på träningar. Han började spela i Öster som senior år 1992 och blev sen utlandsproffs i Kongsvinger IL 1997. Där gjorde han 10 mål i Norska högstaligan under 1997 och 1998. I mitten av säsongen så lämnade han Kongsvinger för Austria Wien där han stannade till 2000 när han återvände till Öster. Under denna tid i Öster blev han år 2002 skytteligavinnare i superettan med 18 mål på 22 matcher.
Efter att ha avslutat sin aktiva karriär blev han ungdomstränare. 2009 blev han assisterande tränare för seniorlaget. Han har även varit förbundskapten för P91-landslaget.